# Reichserntedankfestgelände

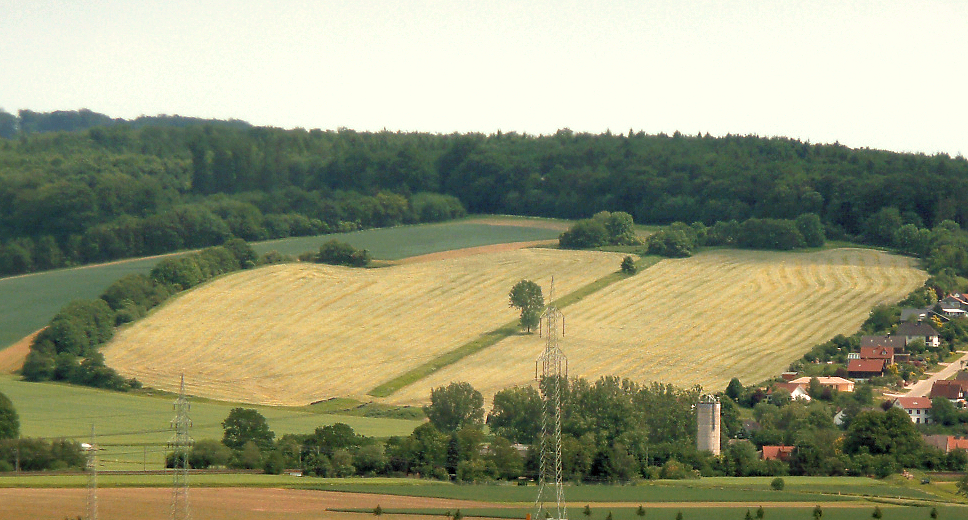
Das Reichserntedankfestgelände nach dem Mähen. Der erhöhte Mittelweg ist ungemäht und dunkler, an seinem Ende in der Buschgruppe liegen die Reste der früheren Ehrentribüne

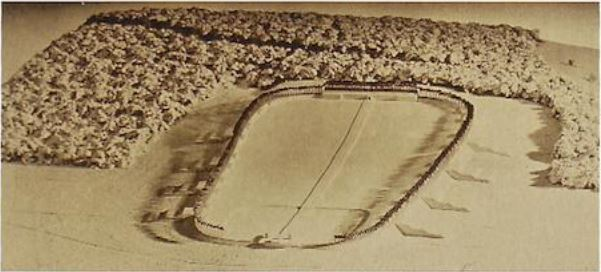
Modell des Festgeländes von 1934

Auf dem Reichserntedankfestgelände etwa fünf Kilometer südlich von Hameln am Nordhang des Bückeberges bei Hagenohsen fand von 1933 bis 1937 jährlich das Reichserntedankfest statt. Das Veranstaltungsgelände war eine künstlich abgeflachte Rasenfläche  von etwa 600 mal 300 Metern in ovaler Form. Es wurde von Albert Speer entworfen.

## Gründe für den Bückeberg

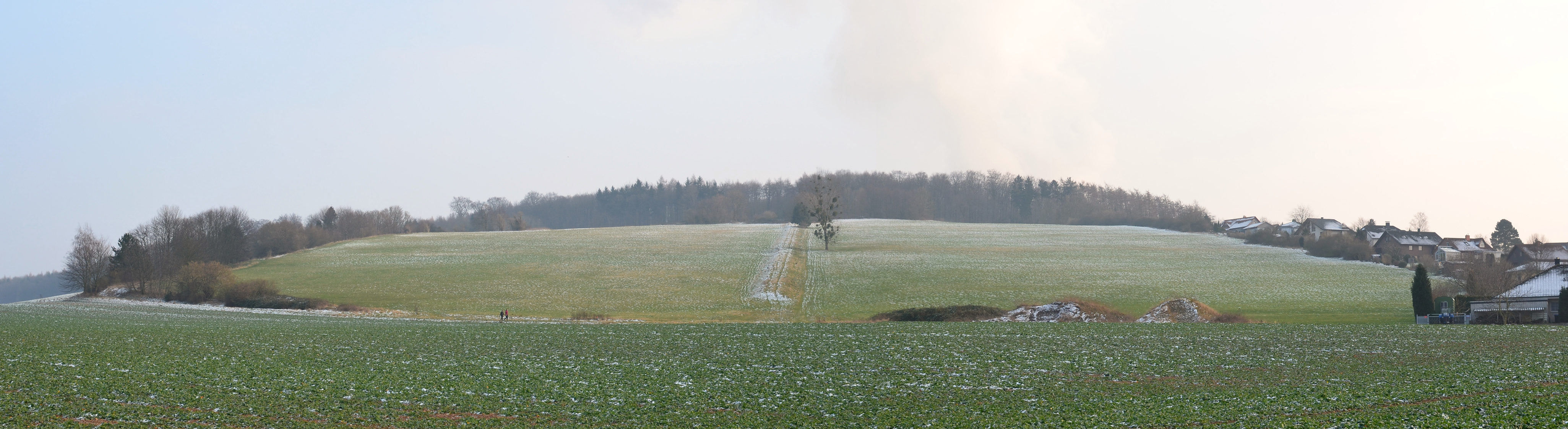
Das Veranstaltungsgelände der Reichserntedankfeste am Hang des Bückeberges, links der östliche Rand mit einer steilen Geländekante, rechts der westliche Rand mit jüngerer Wohnbebauung von Hagenohsen

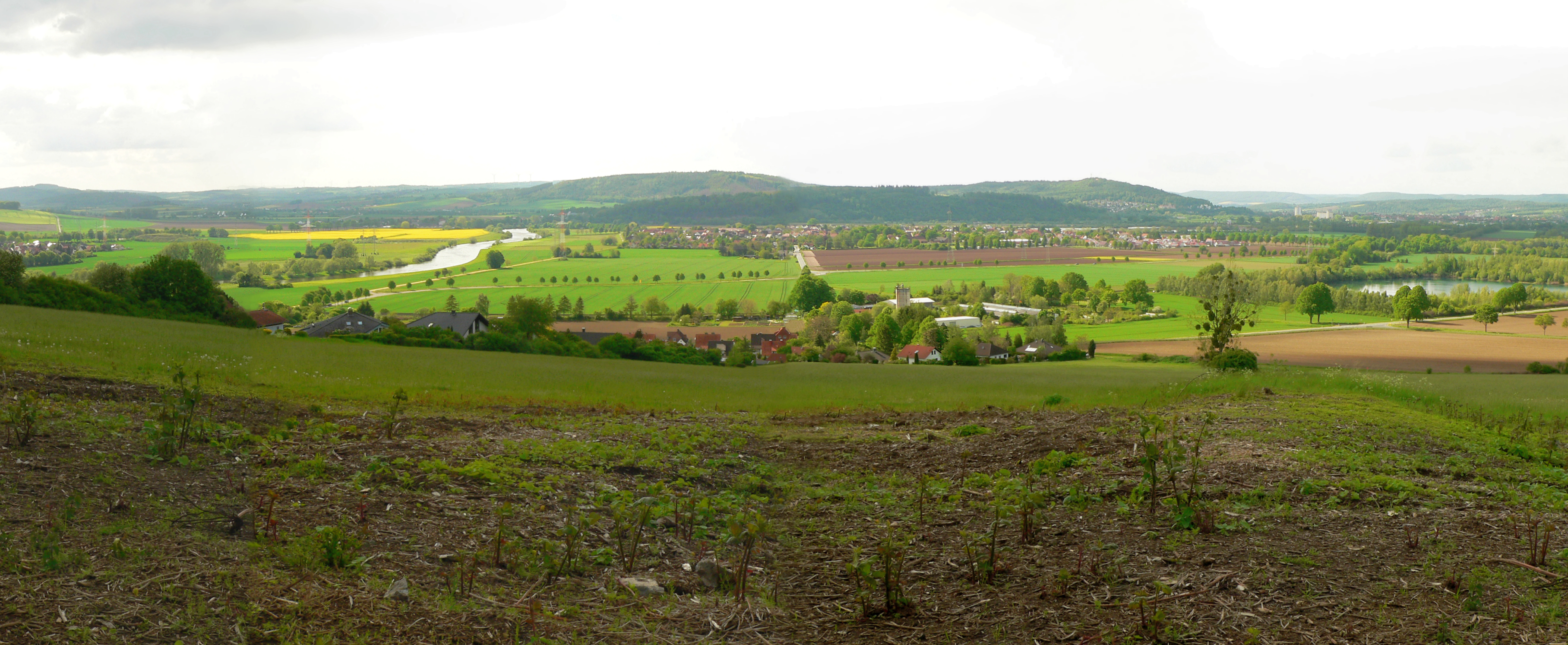
Blick über das Veranstaltungsgelände auf das Wesertal

Die Durchführung der Reichserntedankfeste hatte das Reichspropagandaministerium unter Joseph Goebbels inne, der den Architekten Albert Speer mit der Ausgestaltung beauftragte. Er sollte einen Platz für „ein bäuerliches Volksfest bisher ungeahnten Ausmaßes in der freien Natur“ gestalten. Eine Kommission des Reichspropagandaministeriums bereiste im August 1933 die Gegenden um die Städte Hoya, Bückeburg und Hameln auf der Suche nach einem geeigneten Platz für das große Fest. Waren anfangs noch die Weserwiesen in Hoya für die Massenveranstaltung ins Auge gefasst, entschied sich die Kommission für den Bückeberg bei Hameln. Offiziell wurde dies damit begründet, dass es sich hier um „ureigensten deutschen Boden“ und „germanisches Kerngebiet“ handele. Es sei von „freiem kämpferischem Bauerntum“ erfüllt und die Äcker seien „von den Kämpfen der deutschen Stämme um den deutschen Boden mit Blut getränkt“. Auch mit der angeblich unweit von hier stattgefundenen Varusschlacht wurde argumentiert, dem großen Sieg der Germanen über die Römer. Hauptargument war die Weser, die von der Quelle bis zur Mündung ein deutscher Fluss sei.
All dies traf für Hoya als Austragungsort ebenso zu, sodass die Gründe für die Wahl des Bückebergs eher auf der praktischen Seite zu suchen sind. Das ursprünglich favorisierte Hoya erfüllte nicht die Anforderungen, die An- und Abfahrt der erwarteten Menschenmassen zu bewältigen. Günstige Bahnverbindungen waren Voraussetzung, da die Deutsche Reichsbahn einen großen Teil der Transporte zu leisten hatte. Zudem bot sich der Bückeberg wegen der günstigen Neigung seines breiten Nordhangs als Platz für die geplante Großkundgebung an, da man hier, im Gegensatz zu den Weserwiesen in Hoya, von jedem Standpunkt aus einen freien Blick auf Redner- und Ehrentribüne und einen weiten Blick in die Landschaft des Wesertals hatte. Dies erwies sich ab 1935 als wichtig für die weiträumigen militärischen Übungen und Schaukämpfe, die im Rahmen des Festes einen immer größeren Teil einnahmen.
Ein weiterer Grund, der für den Bückeberg sprach, war die Tatsache, dass die ausgewählte Seite des Berges Domänenland im Besitz des Staates Preußen und damit unkompliziert verfügbar war.

## Beschreibung
Der weiträumige grasbewachsene Festplatz wurde von Albert Speer entworfen und sollte als „Reichsthingplatz“ ausgebaut werden. Es handelt sich um ein zunächst 120.000 m², später 180.000 m² großes, wall- und heckenumstandenes Wiesenareal in ovaler Form. Das Gelände war von einem dreifachen, zur Niederung offenen Ring von Fahnenmasten mit Hakenkreuzfahnen umgeben. Sie bildeten einen Binnenraum, der das Gefühl der Zusammengehörigkeit zu einer Volksgemeinschaft stärken sollte. Das Festgelände liegt an einem leicht ansteigenden Hang am östlichen Ortsrand von Hagenohsen und erlaubt einen weiten Blick ins Tal mit der sich dahin schlängelnden Weser.
Der Platz wurde von unten bis oben von einem damals 800 Meter langen Mittelweg durchzogen, der größtenteils erhalten ist. Der seinerzeit als „Führerweg“ bezeichnete Weg ist um einen halben Meter dammartig erhöht und acht Meter breit. Am unteren Ende des Weges stand die 40 Meter breite pyramidenähnliche Rednertribüne. Auf ihr standen SA-Angehörige mit Standarten und Fahnen. Am oberen Ende vor dem Waldrand stand die vier Meter hohe und etwa 100 Meter breite, 3000 Personen fassende Ehrentribüne der Nationalsozialisten und Ehrengäste aus dem Reichsnährstand. Im Inneren befanden sich eine Telefonzentrale und ein Rundfunkstudio. Das gesamte Gelände hat eine doppelte Neigung. Die Hanglage ermöglichte allen Besuchern den Blick nach unten zur Rednertribüne. In sich fiel das Gelände von außen zur Mitte leicht ab, so dass an allen Stellen eine gute Sicht auf den Mittelweg herrschte. 76 Lautsprecher sorgten für eine ausreichende Beschallung. Außer den Tribünen war ab 1936 auch der „Führerweg“ mit Mikrofonen ausgestattet. Mehrere Podeste für Film- und später auch Fernsehkameras verteilten sich über den Platz und auch von Zeppelinen aus wurde gefilmt. Beide Tribünen waren aus Holz errichtet, die jeweils nach den Veranstaltungen wieder abgebaut wurden. Die größere Ehrentribüne ruhte auf Fundamenten aus Beton, die noch erhalten sind. Um den Eindruck eines bäuerlichen Festes zu erwecken, bestanden die Installationen meist aus Naturmaterial, wie Holz bei Tribünen, Treppen, Geländern und Fahnenmasten. Die technischen Installationen, wie die Telefon- und Rundfunkzentrale, Elektrokabel, Wasserleitungen, waren möglichst wenig wahrnehmbar gestaltet.

## Bau

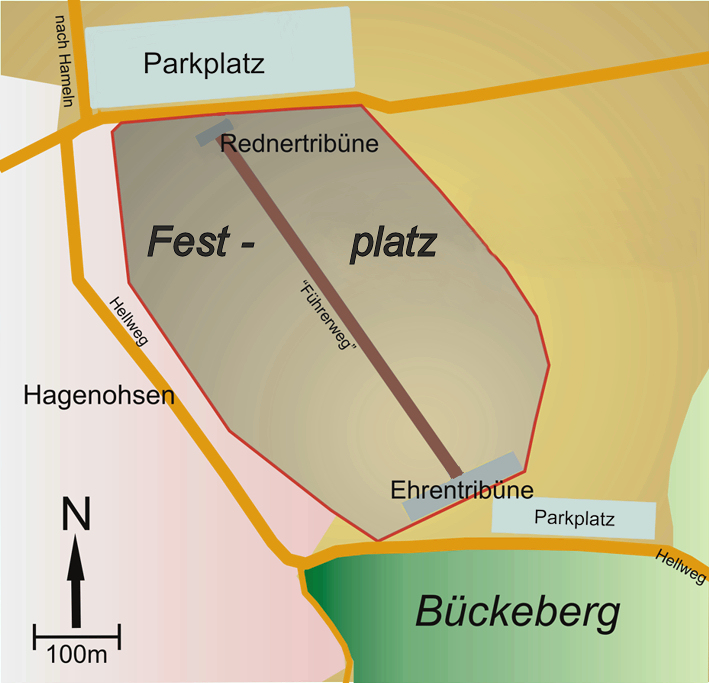
Skizze des Festplatzes im Zustand von 1933

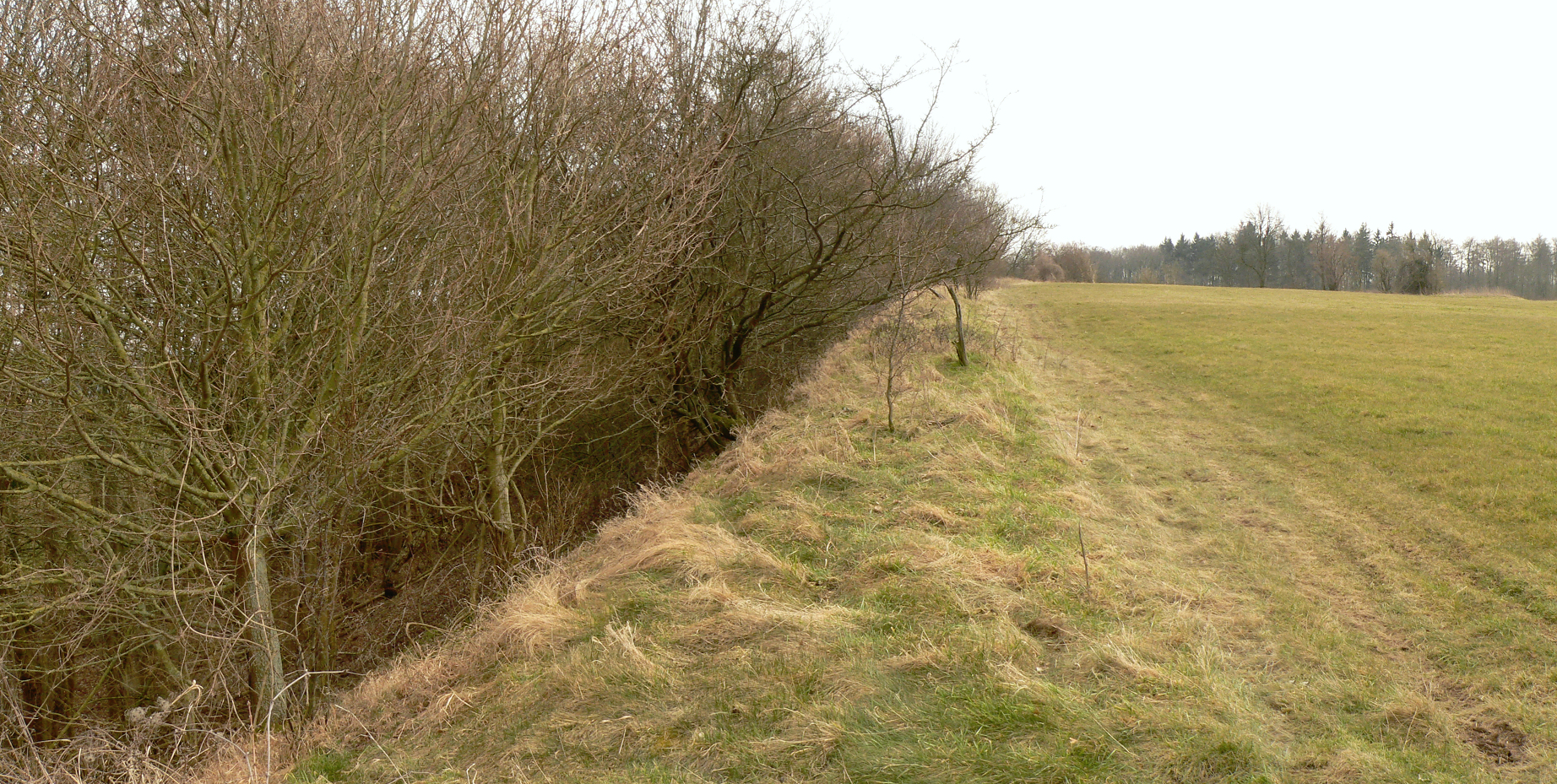
Die durch Aufschüttungen entstandene steile Geländekante am östlichen Rand

Mitte August 1933 begannen rund 1800 Männer des Reichsarbeitsdienstes, den Berg zu planieren und seitlich aufzuschütten. Zwischen 1934 und 1937 wurde an der Erweiterung und Einebnungen des Festplatzes gearbeitet. Hierzu waren ständig 450 Arbeiter des Reichsarbeitsdienstes im Einsatz, die in drei Lagern im Wald des Bückeberges in Baracken untergebracht waren. Sie legten Leitungen für Lautsprecher, Mikrophone und Beleuchtung, bauten ein Elektrizitätswerk im benachbarten Dorf Hagenohsen und verlegten im Jahre 1935 eine Drainage auf dem felsigen Gelände.
Die unbefestigten Straßen und Wege in der Umgebung wurden ausgebaut und mit Kopfsteinpflaster versehen. Neue Straßen entstanden auf dem Bückeberg und ein großer Parkplatz wurde an der Ehrentribüne für die Busse der Ehrengäste und Diplomaten angelegt. Östlich von Tündern wurde ein viergleisiger „Führerbahnhof“ mit besonders langen Bahnsteigen für Hitlers Sonderzug fertiggestellt. Kurz vor den Veranstaltungen stieg die Zahl der Arbeiter auf bis zu 1500 an. Neben dem Reichsarbeitsdienst waren auch örtliche Baufirmen im Einsatz.
Pläne Speers und des Reichsbauernführers Walther Darré, die Anlage mit festen klassizistisch angelegten Bauwerken zu versehen, den umlaufenden Wall zu erhöhen und mit acht breiten Zugangstreppen zu versehen, den „Führerweg“ als 600 Meter lange Treppe auszubauen und den Bückeberg an eine neue Autobahn anzubinden, wurden nicht realisiert.

### Geplante Napola
1938 gab es Planungen, in der Nähe des Festgeländes eine Nationalpolitische Erziehungsanstalt (Napola) als NS-Eliteschule zu errichten. Dazu suchte eine Delegation unter Führung des SS-Obergruppenführers August Heißmeyer mehrere Orte in der Umgebung Hamelns und des Bückebergs auf, um einen geeigneten Platz zu finden. Vorgesehen war  eine Stelle am Südhang des Bückeberges nördlich des Dorfes Latferde, die eine Blickbeziehung zum Horst-Wessel-Denkmal auf dem Süntel zuließ. Der Schulbau wurde nicht realisiert. Es wäre der zweite Neubau einer Napola gewesen.

## Reichserntedankfeste 1933–1937

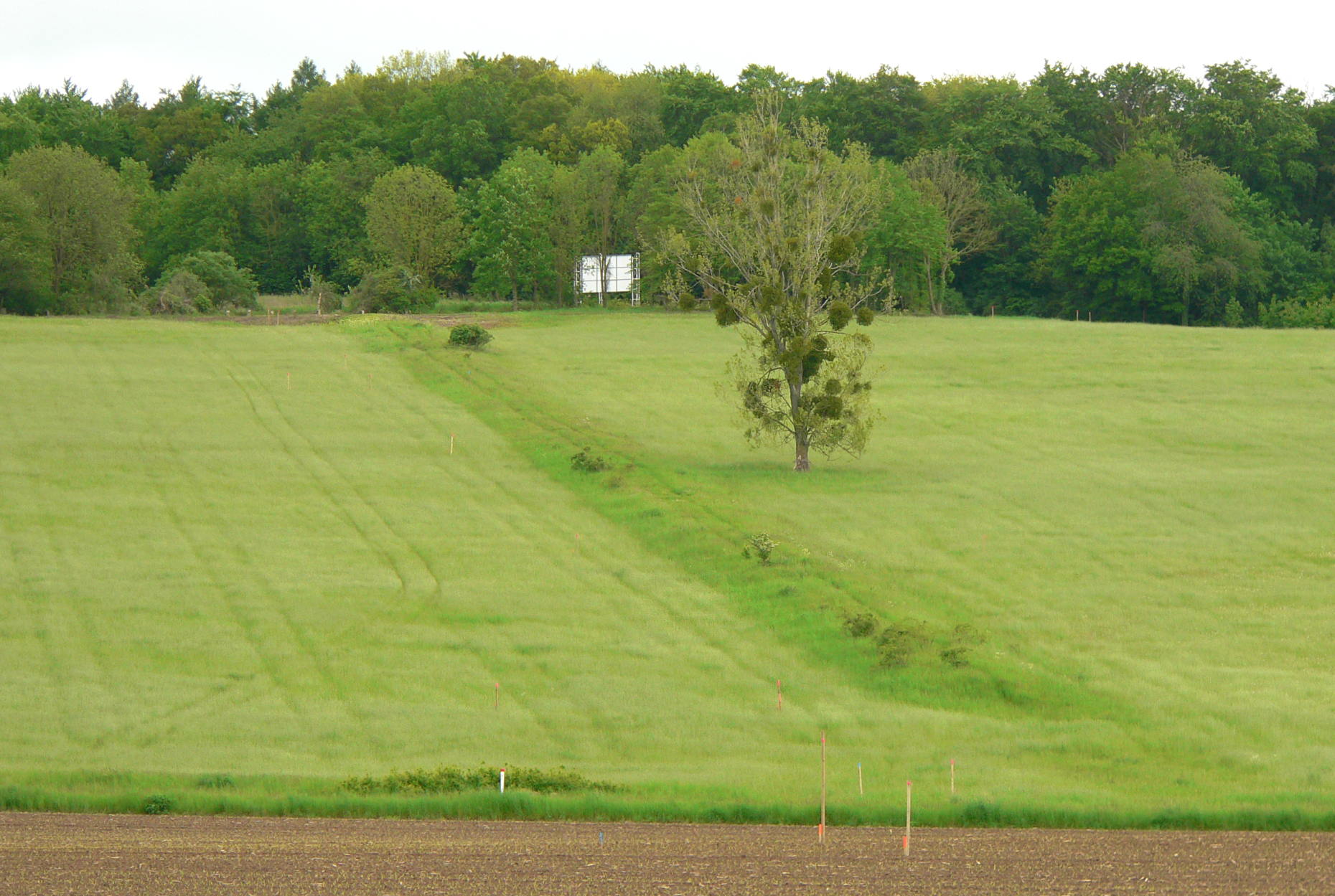
Der erhöhte Mittelweg heute, 2021

Am Tag des Reichserntedankfestes ging Adolf Hitler unter den Klängen des Badenweiler-Marsches langsam den 800 Meter langen Mittelweg, der als „Führerweg“ bezeichnet wurde, zur Ehrentribüne hinauf. Dort wurde er bei Fanfarenklängen und mit einer kurzen Begrüßungsrede durch Joseph Goebbels empfangen und eine Bauersfrau überreichte Hitler die geschmückte Erntekrone. Danach ging er mit den Reichsministern den Mittelweg vorbei an der begeisterten Menge der Festteilnehmer wieder hinunter zur Rednertribüne, wo er eine dreißigminütige Rede hielt. Das Abschreiten des Mittelwegs war zentraler Programmpunkt und wurde offiziell als Weg durch das Volk bezeichnet. Im Rahmen der Aufrüstung der Wehrmacht fand ab 1935 unterhalb des Festplatzes in der Ebene ein Manöver fast aller Waffengattungen mit Artillerie, Panzern und Bombenflugzeugen statt.
Am ersten Reichserntedankfest 1933 nahmen etwa 500.000 Menschen teil während es beim letzten Fest 1937 etwa 1,2 bis 1,3 Millionen Teilnehmer laut dem Reichspropagandaministerium gewesen sein sollen. Das 6. Reichserntedankfest wurde kurzfristig abgesagt, weil aufgrund der Sudetenkrise die Transportmittel zur Verlegung von Wehrmachtsteilen benötigt wurden.

## Heutige Bedeutung
Historiker messen dem Gelände der Reichserntedankfeste am Bückeberg bei Hameln eine Bedeutung als historischer Erinnerungsort auf nationaler Ebene bei. Es gehöre neben dem Reichsparteitagsgelände in Nürnberg, den Ruinen des KdF Seebades Prora auf Rügen und dem einstigen Reichssportfeld Berlin zu den wenigen noch bestehenden Orten, an denen die Nationalsozialisten um Zustimmung in der Bevölkerung warben und die Volksgemeinschaft manipulativ inszenierten. Nach Albert Feiber von der Dokumentation Obersalzberg stelle der Bückeberg einen zentralen Ort der Selbstinszenierung des NS-Regimes dar. Er sei eine Ergänzung zu Gedenkstätten, wie dem Dokumentationszentrum KZ Bergen-Belsen, und in Norddeutschland der einzige Ort, an dem sich das Thema des Führerkults darstellen lasse. Das Niedersächsische Landesamt für Denkmalpflege betrachtet das Gelände als hochrangiges Kulturdenkmal und stufte es 2011 mit seinen restlich erhaltenen Anlagen als Baudenkmal im Sinne des Niedersächsischen Denkmalschutzgesetzes ein. Diese Bewertung beruht auf der Tatsache, dass das Gelände noch heute als solches erkennbar ist. Das gesamte Areal ist wegen der umfangreichen Planierarbeiten, Abtragungen und Aufschüttungen in den 1930er Jahren als bauliche Anlage zu sehen. Laut dem niedersächsischen Landesarchäologen Henning Haßmann ist es „eines der am besten erhaltenen und eindrucksvollsten Zeugnisse monumentaler Landschaftsarchitektur und gestalteter Kulturlandschaft aus der Zeit des Nationalsozialismus“.
Der Historiker Jens-Christian Wagner erklärte 2015 als Leiter der Stiftung niedersächsische Gedenkstätten, „dass die NS-Verbrechen ohne ihren gesellschaftlichen Rahmen gar nicht erzählt und auch nicht verstanden werden können. Bergen-Belsen und der Bückeberg gehören zusammen, sind Teil eines Systems. Wer über die Verbrechen spricht, muss zwingend auch über die Täter und die Mitmachbereitschaft in der Bevölkerung sprechen.“

Bauliche Anlagen auf dem Festgelände und im Umfeld
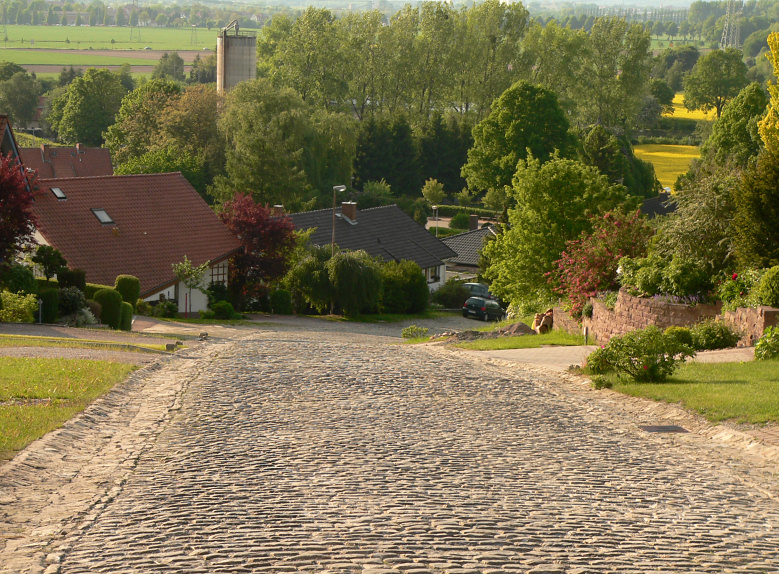
Denkmalgeschützte Straße in Hagenohsen mit Kopfsteinpflaster und 20 % Steigung hinauf zum Festgelände
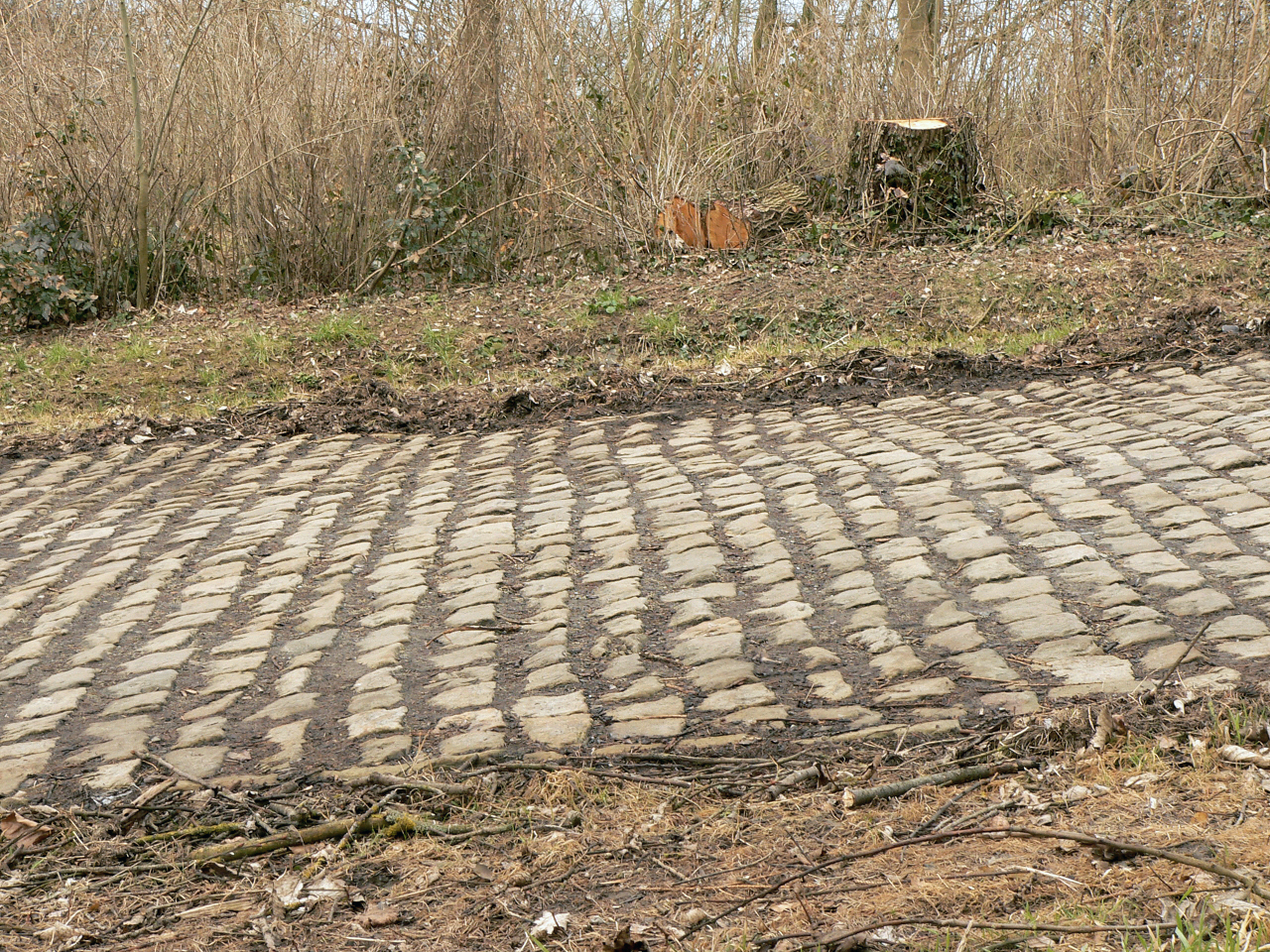
Pflasterdetail
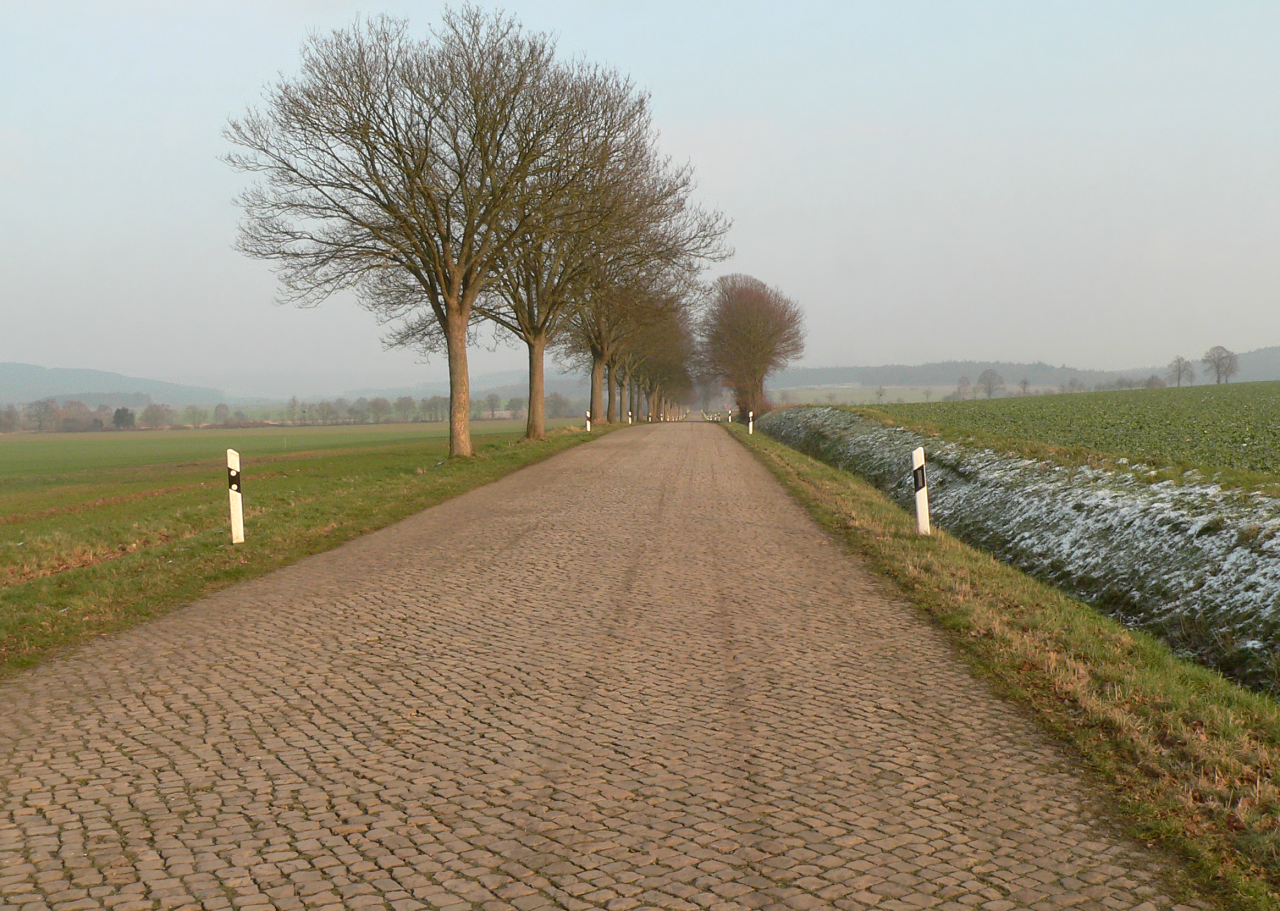
Emmerthaler Straße mit Kopfsteinpflaster und Alleebäumen unterhalb des Berges; rechts das aufsteigende Gelände
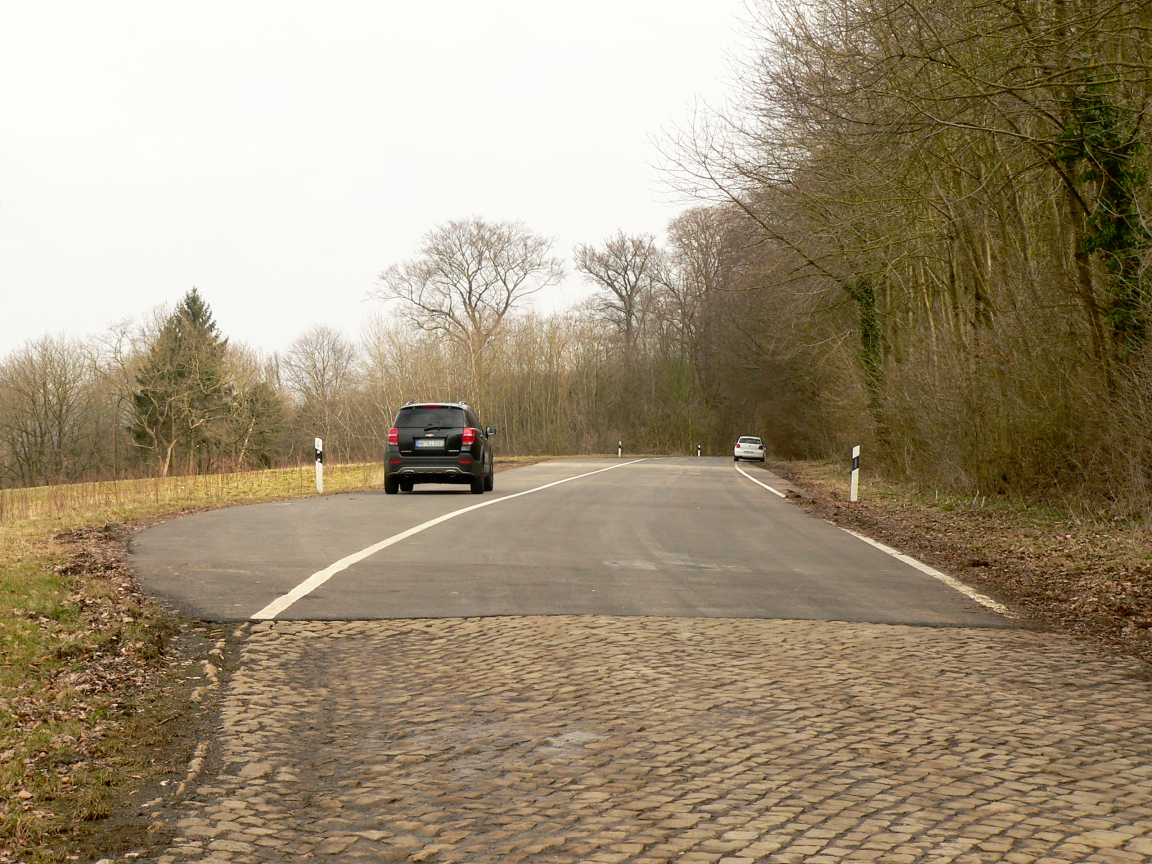
Mit Asphalt überdeckter, gepflasterter Parkplatz für damalige Ehrengäste und Diplomaten oberhalb der Ehrentribüne
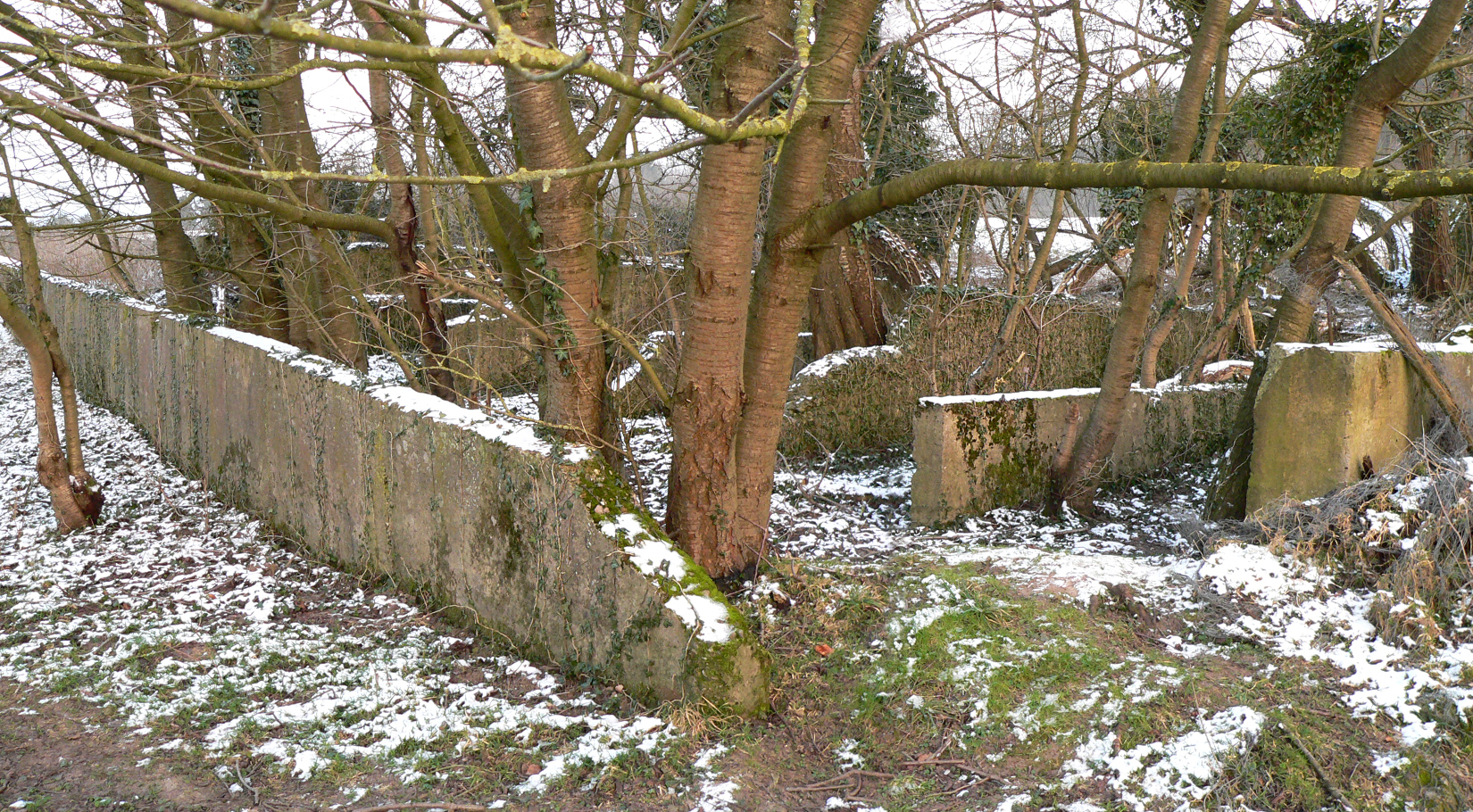
Reste der Ehrentribüne als Betonfundamente am oberen Platzende
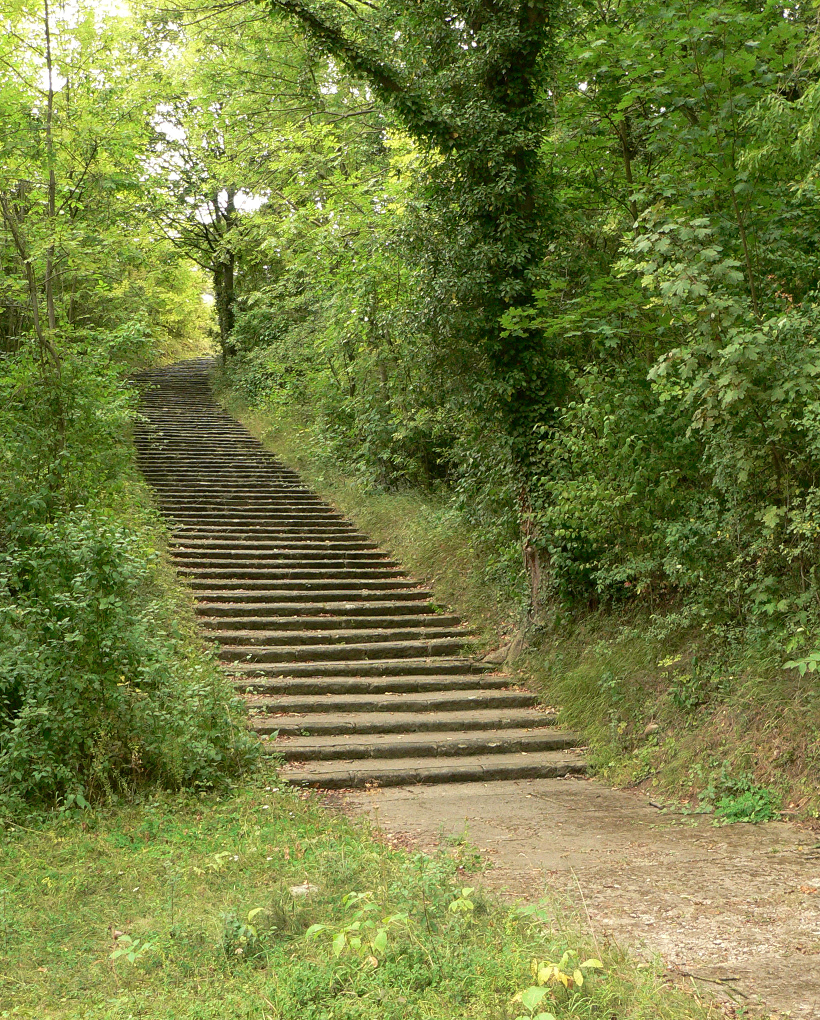
Treppenkolonnenweg für die Besucher von der Weser hinauf zum Festgelände
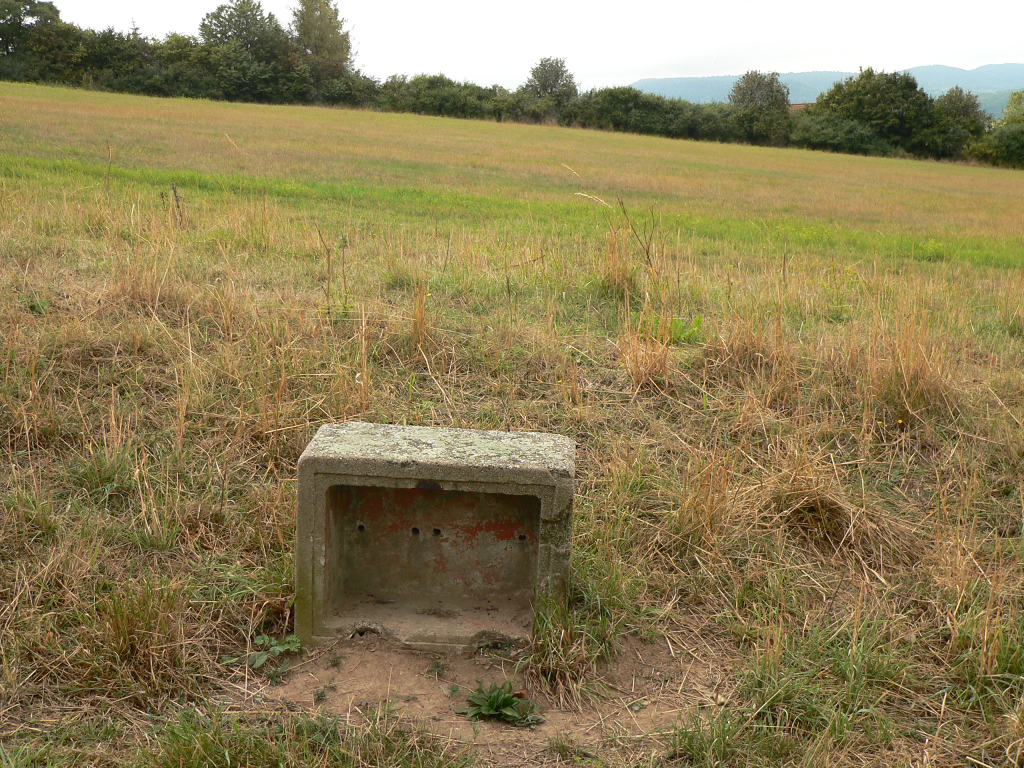
Verteilerkasten am Mittelweg
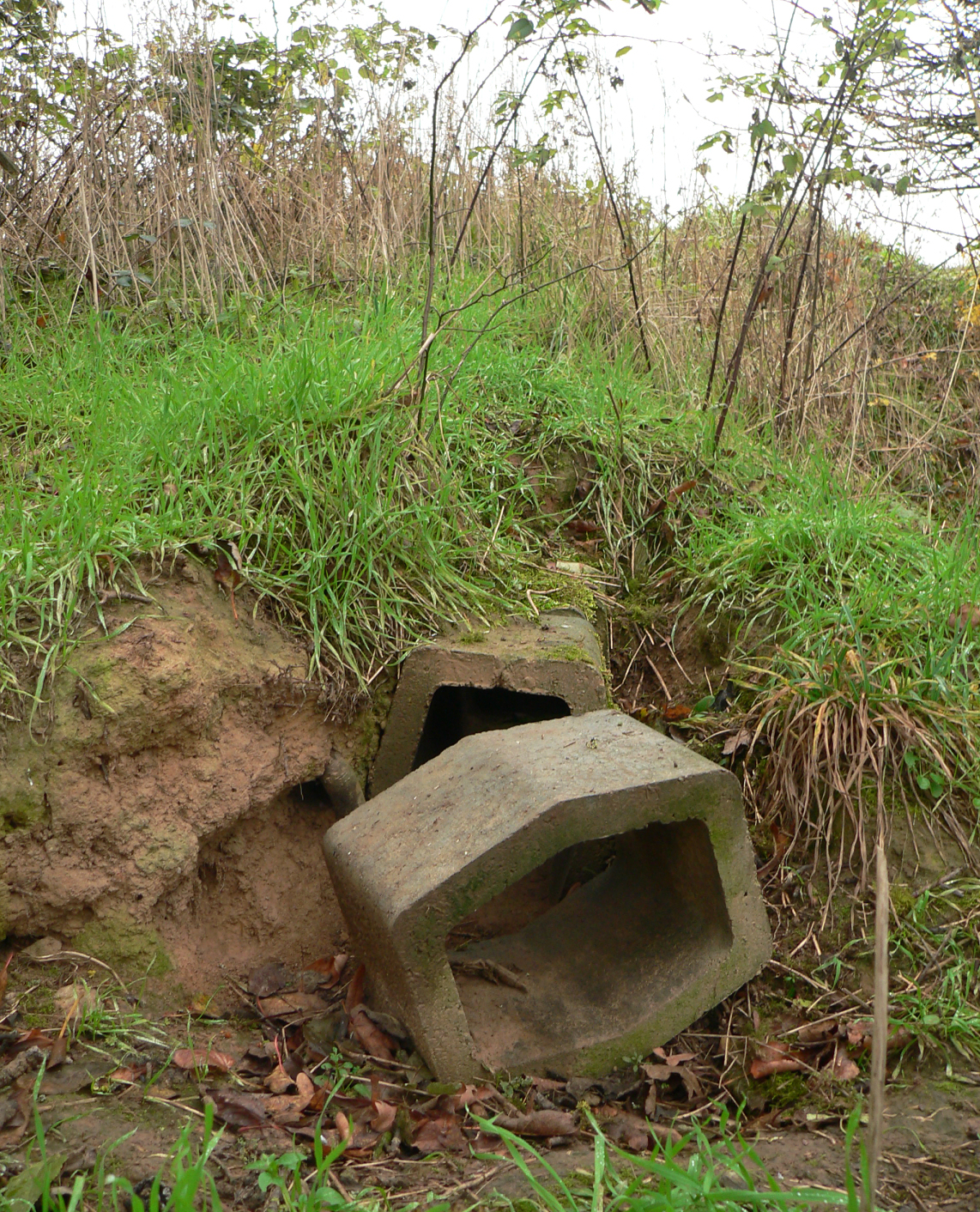
Entwässerungsablauf des Festgeländes

## Zustand und Umgang mit dem früheren Festgelände
Das frühere Gelände der Reichserntedankfeste steht gegenwärtig wie zum Zeitpunkt der Feste in staatlichem Besitz; heute ist der Eigentümer das Land Niedersachsen. Das Areal ist weitestgehend im ursprünglichen Zustand erhalten geblieben, da es extensiv als Grünland und Schafweide diente. Nur ein  kleinerer Bereich in der Ebene wird landwirtschaftlich genutzt und am unteren westlichen Rand entstand eine Bebauung durch einzelne Wohnhäuser. Die gesamte Anlage ist als gestaltete Landschaft mit dem erhöhten „Führerweg“, inszenierten Baumgruppen, gepflasterten Straßen und Alleen noch heute erkennbar. Bauliche Relikte sind Treppenbauten an der Weser, ein Wasserhochbehälter, Reste der Arbeitsdienstlager, Tribünenfundamente sowie Verteilerkästen. Die Fundamente der Ehrentribüne sind heute noch sichtbar, aber stark überwuchert. Eine Bepflanzung seitens der Gemeinde Emmerthal in den 1990er Jahren sollte sie unsichtbar machen. Die kopfsteingepflasterte Straße von Hagenohsen hinauf zur Ehrentribüne ist erhalten und steht unter Denkmalschutz (heute Bückebergstraße, 1933 Hellweg). Das Kopfsteinpflaster der Emmerthaler Straße zum Vorwerk Ohsen ist ebenso bis heute erhalten.
Bis 2021 gab es kein Schild, dass auf die frühere Nutzung des weitläufigen Geländes als Veranstaltungsort der Reichserntedankfeste hinwies.

Bauliche Anlagen im Umfeld des Festgeländes
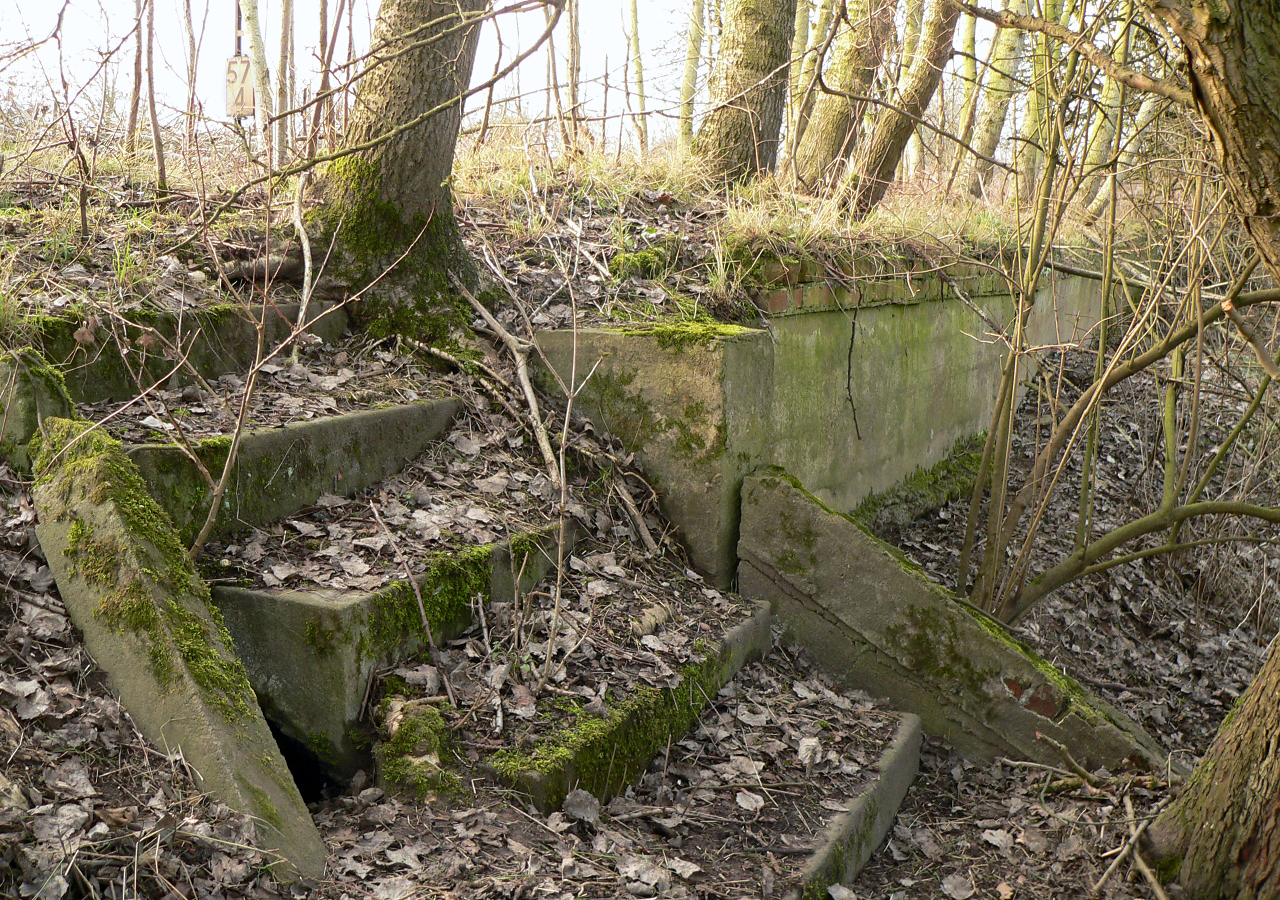
Baureste des früheren „Führerbahnhofs“ zwischen Tündern und dem Festgelände
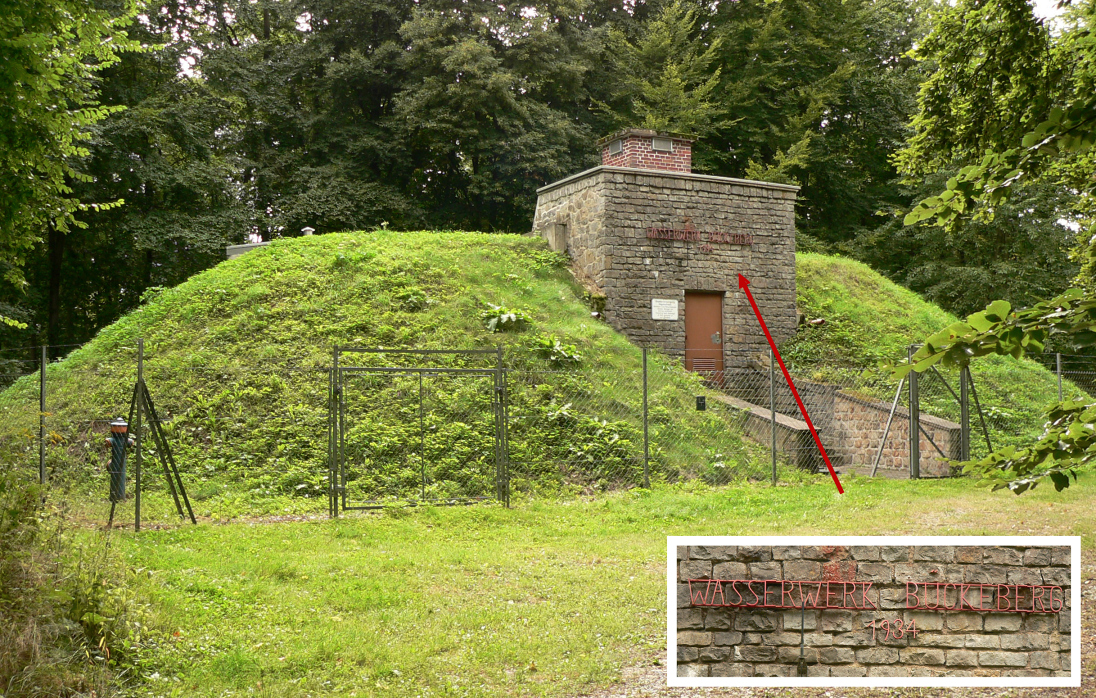
Wasserhochbehälter auf dem Bückeberg zur Wasserversorgung der Besucher, 1934 angelegt
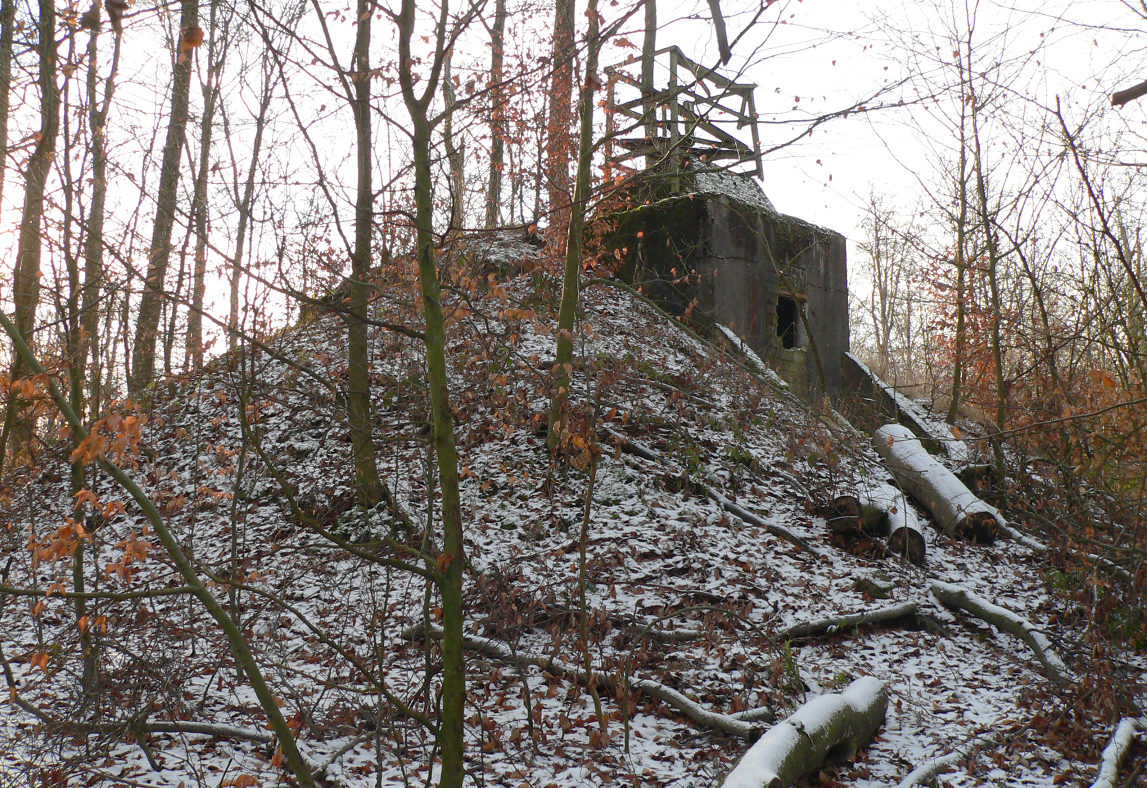
Wasserhochbehälter auf dem Bückeberg zur Wasserversorgung der Arbeitsdienstlager
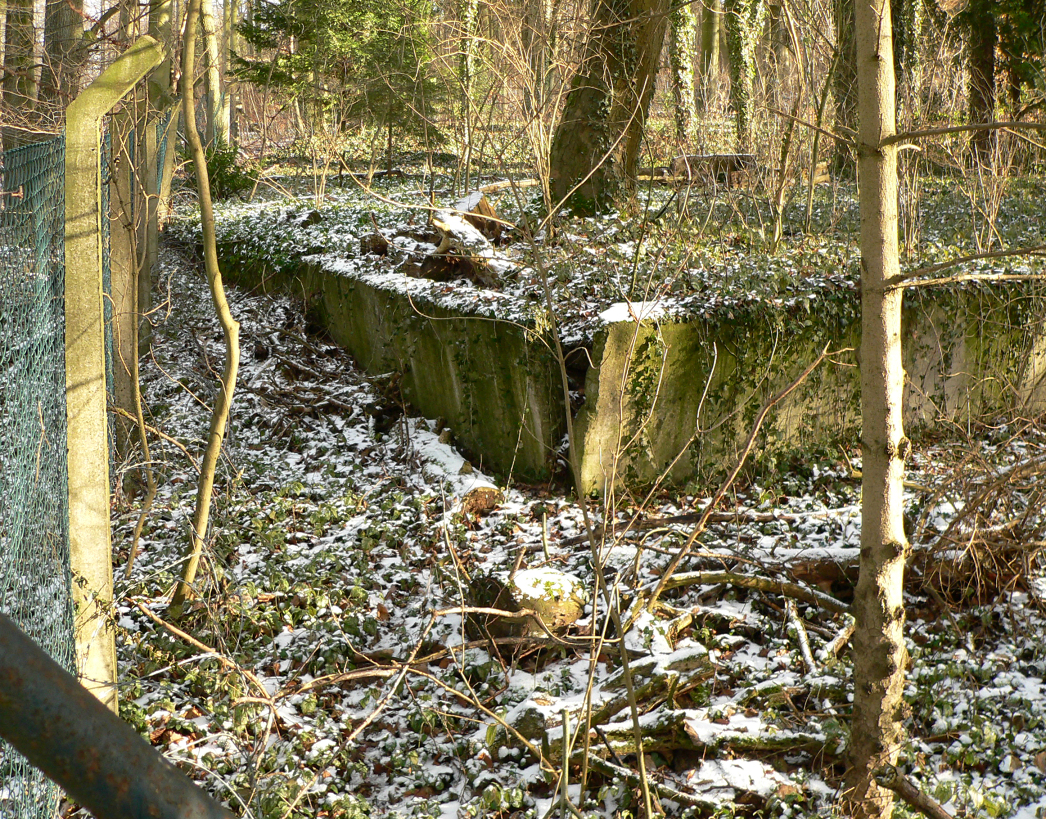
Fundamente eines Arbeitsdienstlagers auf dem Bückeberg

### Aufnahme ins Denkmalverzeichnis 2011

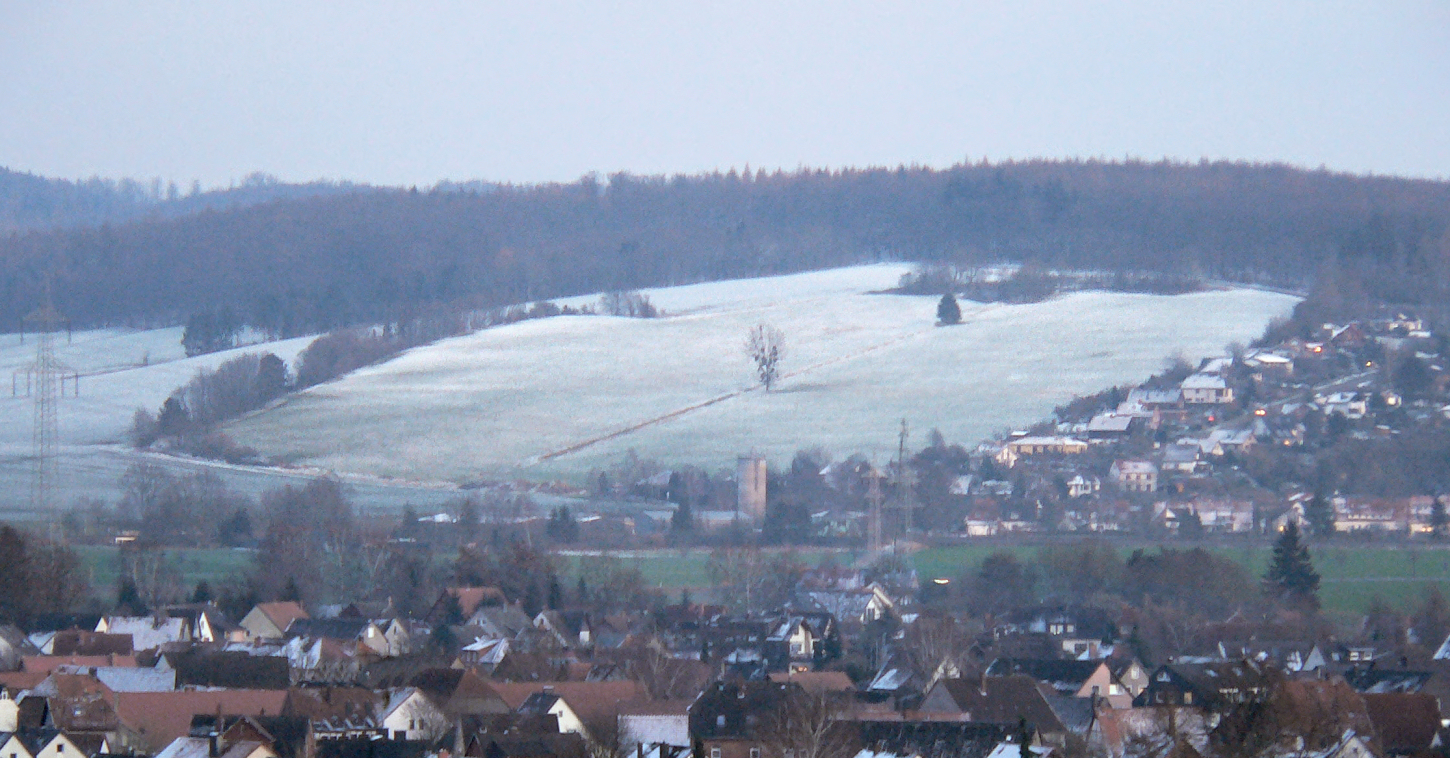
Blick vom Ohrberg über Tündern auf das schneebedeckte Gelände der früheren Reichserntedankfeste

Anfang 2001 beantragte der Historiker Bernhard Gelderblom aus Hameln, den Bückeberg wegen seiner historischen Bedeutung unter Denkmalschutz zu stellen. Im Jahr 2002 wies die Gemeinde Emmerthal das Gelände der Reichserntedankfeste als Wohngebiet aus und plante, es bebauen zu lassen. Seither gibt es eine Kontroverse um die weitere Zukunft des Areals. Unter Historikern regte sich Widerstand gegen eine Bebauung, die eine Zerstörung des historischen Ortes bedeutet hätte. Die Gemeinde Emmerthal lehnte einen Denkmalstatus für das Geländes anfangs ab. Man befürchtete bei einer Einstufung eine Aufwertung der Stätte, die Rechtsextremisten als „Wallfahrtsort“ hätten entdecken können, zumal bereits an einem 20. April („Führergeburtstag“) Blumen niedergelegt wurden. Als oberste Denkmalschutzbehörde, die in Dissensfällen über den Denkmalstatus zu entscheiden hat, rief das Niedersächsische Ministerium für Wissenschaft und Kultur im September 2009 ein Symposium unter Teilnahme von Experten und lokalen Entscheidungsträgern ein. Im Ergebnis einigte man sich, das Gelände im Denkmalverzeichnis zu führen und seinen „Status quo“ zu erhalten. Rekonstruktionen des Veranstaltungsortes oder die Einrichtung einer Gedenkstätte wurden ausgeschlossen. 2011 erfolgte die Ausweisung als Kulturdenkmal und die Aufnahme im Denkmalverzeichnis. Nach der Denkmaleinstufung stellte sich die Frage nach einem Vermittlungskonzept für das Gelände, für das es bis dahin keinerlei Informationen vor Ort gab. Das Thema der Massenversammlungen am Bückeberg wird in einem kleinen Bereich in der Dauerausstellung des Museums Hameln präsentiert.
Da während der Tiefbauarbeiten am Fuße des Bückeberges ein größeres Gräberfeld aus dem Übergang der Bronzezeit in die vorrömische Eisenzeit um etwa 1000 v. Chr. entdeckt wurde, stellt das Gelände zusätzlich ein Bodendenkmal dar.

### Tag des offenen Denkmals 2013

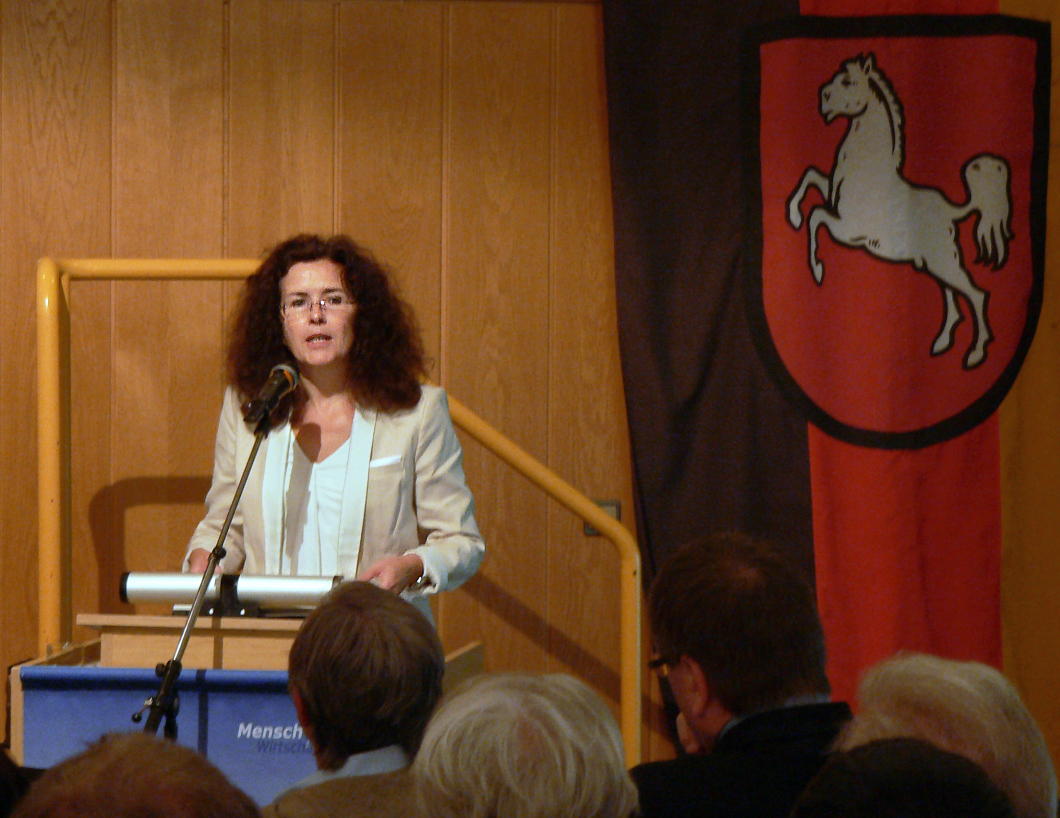
Die damalige niedersächsische Wissenschaftsministerin Gabriele Heinen-Kljajic eröffnete 2013 landesweit den Tag des offenen Denkmals in Hameln.

Am 8. September 2013 eröffnete die damalige niedersächsische Ministerin für Wissenschaft und Kultur Gabriele Heinen-Kljajic in Hameln landesweit für Niedersachsen den Tag des offenen Denkmals, dessen Motto „Jenseits des Guten und Schönen – Unbequeme Denkmale?“ lautete. Im Mittelpunkt der Veranstaltung stand die Stätte der Reichserntedankfeste am Bückeberg.
2013 jährte sich das erste Fest von 1933 (2. Oktober) zum 80. Mal. Damit widmete sich das Land Niedersachsen dem Areal als eines der zentralen Stätten nationalsozialistischer Selbstinszenierung und ließ ihm überregionale Aufmerksamkeit zukommen. Bei der Veranstaltung wurde der 15-minütige Dokumentarfilm Der Bückeberg – ein unbequemes Denkmal uraufgeführt, den Studierende der Europa-Universität Viadrina im Juni 2013 vor Ort gedreht hatten. Am Tag des offenen Denkmals fanden auf dem früheren Festgelände Führungen für Interessierte statt.
Im Anschluss an den Tag des offenen Denkmals gab es in Hameln eine Veranstaltungsreihe zu den Reichserntedankfesten durch Vorträge, Führungen und Lesungen. Dabei wurde die 1999 vom Historiker Bernhard Gelderblom konzipierte Ausstellung zu den Reichserntedankfesten gezeigt, die bereits in der Dokumentationsstätte Obersalzberg und im Dokumentationszentrum Reichsparteitagsgelände in Nürnberg zu sehen war.

### Masterplan 2013
Im September 2013 veranstaltete die Stiftung niedersächsische Gedenkstätten einen Workshop unter Beteiligung von Historikern, Denkmalpflegern, Gedenkstättenmitarbeitern, Landschaftsarchitekten und Vertretern der betroffenen Kommunen, um über den weiteren Umgang mit dem Gelände zu beraten. Im Ergebnis wurden eine Reihe von Handlungsempfehlungen für den Bückeberg als historischen Ort von nationaler Bedeutung entworfen, darunter:
- Etablierung als zentraler Ort der Aufklärung über den Nationalsozialismus
- Die Potenziale der Stätte als Ort für historisch-politisches Lernen müssen präzisiert werden, wobei eine Refaszinierung oder Mythenbildung zu verhindern ist
- Die historischen Quellen zum Reichserntedankfest sind zu erschließen und zu sichern
- Das Festgelände sollte vermessen und die Überreste erfasst werden
- Es ist ein museales Konzept zur Vermittlung zu entwickeln, da weder eine Rekonstruktion von Anlagen noch ein Dokumentationszentrum vorgesehen sind

Im Nachgang des Workshops entstand aufgrund einer Vereinbarung des Landkreises Hameln-Pyrmont, der Gemeinde Emmerthal, des Niedersächsischen Landesamtes für Denkmalpflege und der Stiftung niedersächsische Gedenkstätten ein Masterplan für den Bückeberg.

### Dokumentations- und Lernort Bückeberg ab 2016

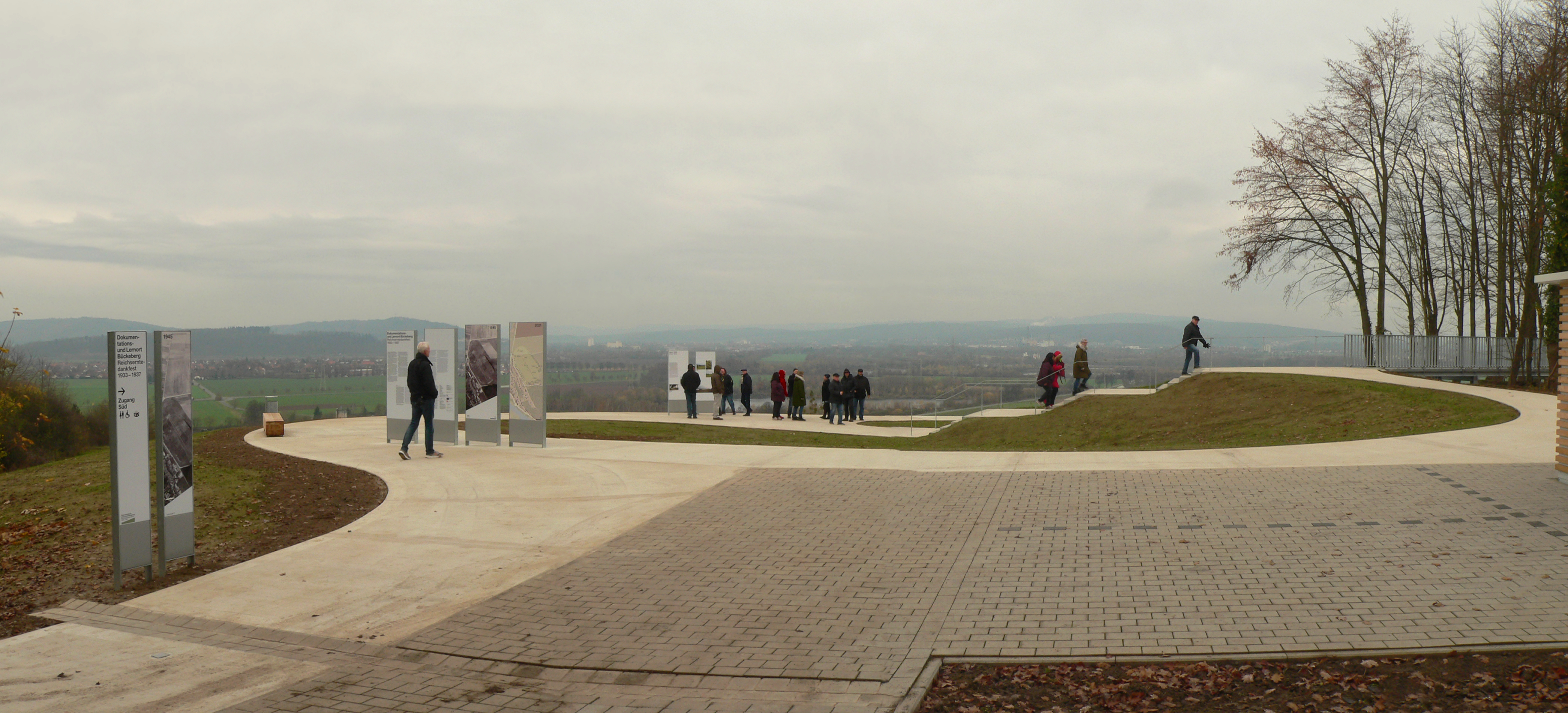
Dokumentations- und Lernort Bückeberg

Ab 2016 führte der Verein für regionale Kultur- und Zeitgeschichte Hameln e. V. unter der Bezeichnung „Dokumentation Bückeberg“ in Abstimmung mit der Stiftung niedersächsische Gedenkstätten ein zweijähriges Projekt zur Vorbereitung einer Dokumentationsstätte durch. 2017 wählte eine Jury unter Vorsitz des damaligen Landrats Tjark Bartels den Entwurf eines „historisch-topografischen Informationssystems“ mit einem rund 1,3 Kilometer langen Wegesystem aus. Es ist ein niederschwelliges Angebot ohne Gebäude sowie ohne größere Bodenbewegungen, bei dem gemähte Graswege über das Gelände zu sechs Inseln mit Informationstafeln führen. Eine ständige Ausstellung über die Hintergründe der „Reichserntedankfeste“ ist im fünf Kilometer entfernten Museum für Landtechnik und Landarbeit in Börry geplant. Die Eröffnung des Dokumentations- und Lernortes Bückeberg erfolgte 2021. Träger der Einrichtung ist die „Dokumentations- und Lernort Bückeberg gemeinnützige GmbH“.

### Archäologie ab 2019
In jüngerer Zeit fanden auf dem früheren Festgelände neuzeitarchäologische Untersuchungen statt. Sie begannen im Jahr 2019 mit einer Prospektion zur Oberflächenbeschaffenheit des Geländes und seines Umfeldes mittels Airborne Laserscanning. Aus den daraus gewonnenen Daten erstellte das Niedersächsische Landesamt für Denkmalpflege (NLD) ein dreidimensionales Geländemodell vom früheren Festgelände und dem bewaldeten Bückeberg. Laut dem niedersächsischen Landesarchäologen Henning Haßmann zeige es eine „Fülle von Spuren“ in einer „Reliktlandschaft“, darunter auch unter Bewaldung liegende Reste von Lagern des Reichsarbeitsdienstes und damals errichtete Wasserhochbehälter.
Im Jahr 2020 ließ das NLD den Untergrund des Festgeländes geophysikalisch mittels Magnetometer und Bodenradar untersuchen. Dabei zeichneten sich im Boden bauliche Überreste wie Drainagegräben sowie Leitungsbahnen und Fundamente des „Führerweges“ ab, die oberirdisch nicht wahrnehmbar sind. Der Landesarchäologe Henning Haßmann wertete die Untersuchungsergebnisse als hochwertig, da sie den kompletten Bauplan des Geländes liefern.
Auf Grundlage der vorangegangenen Prospektionen führten Studierende der Universität Göttingen im Jahr 2022 eine Ausgrabung auf dem Festgelände durch, die in Kooperation mit dem NLD erfolgte. Die dabei festgestellten Befunde  betrafen die Infrastruktur des Geländes, die in den 1930er Jahren in Form von Verteilerschächten und Kabelkanälen in den felsigen Untergrund eingebracht wurde. Laut dem Archäologen Sebastian Messal, der das Regionalreferat Hannover des NLD leitet,  wird das frühere Festgelände als archäologisches Projekt angesehen und zukünftig weiter untersucht werden.